# ソフィア (ソフトウェア)
株式会社ソフィアは、岡山県津山市に本社がある、ソフトウェア開発を中心としたシステムインテグレーターである。

## 概要
官公庁・医療機関・一般企業等にシステム・ソリューションの提供を行っている。
また、クラウドソリューションにも力を入れており、Salesforce等のコンサルティングも行っている。

## 歴史
- 1985年（昭和60年）2月13日 - 岡山県津山市小原に設立。
- 1986年（昭和61年）8月 - 鳥取営業所（現・鳥取支店）を開設。
- 1993年（平成 5年）1月 - 岡山県津山市鍛治町に全秦グループ本部ビルが完成。本社を移転。
- 2001年（平成13年）3月 - 岡山県津山市河原町にシステムセンターを開設。
- 2003年（平成15年）6月 - 東京事務所を開設。
- 2004年（平成16年）6月 - 京都支店を開設。
- 2012年（平成24年）11月 - 本社を岡山県津山市河原町に移転。また諸事情により全秦グループが二手に分かれることとなり、新たにゼンシングループとしての展開となった。

## 事業所
- 津山本社
  - 岡山県津山市河原町29番地3
- 鳥取支店
  - 鳥取県鳥取市千代水二丁目69番地
- 京都支店
  - 京都府京都市下京区河原町通松原上ル2丁目富永町338（京都四条河原町ビル9階）
- 東京支店
  - 東京都港区芝1丁目7番5号（ロート東京ビル6階）